# St. Ludger (Selm)

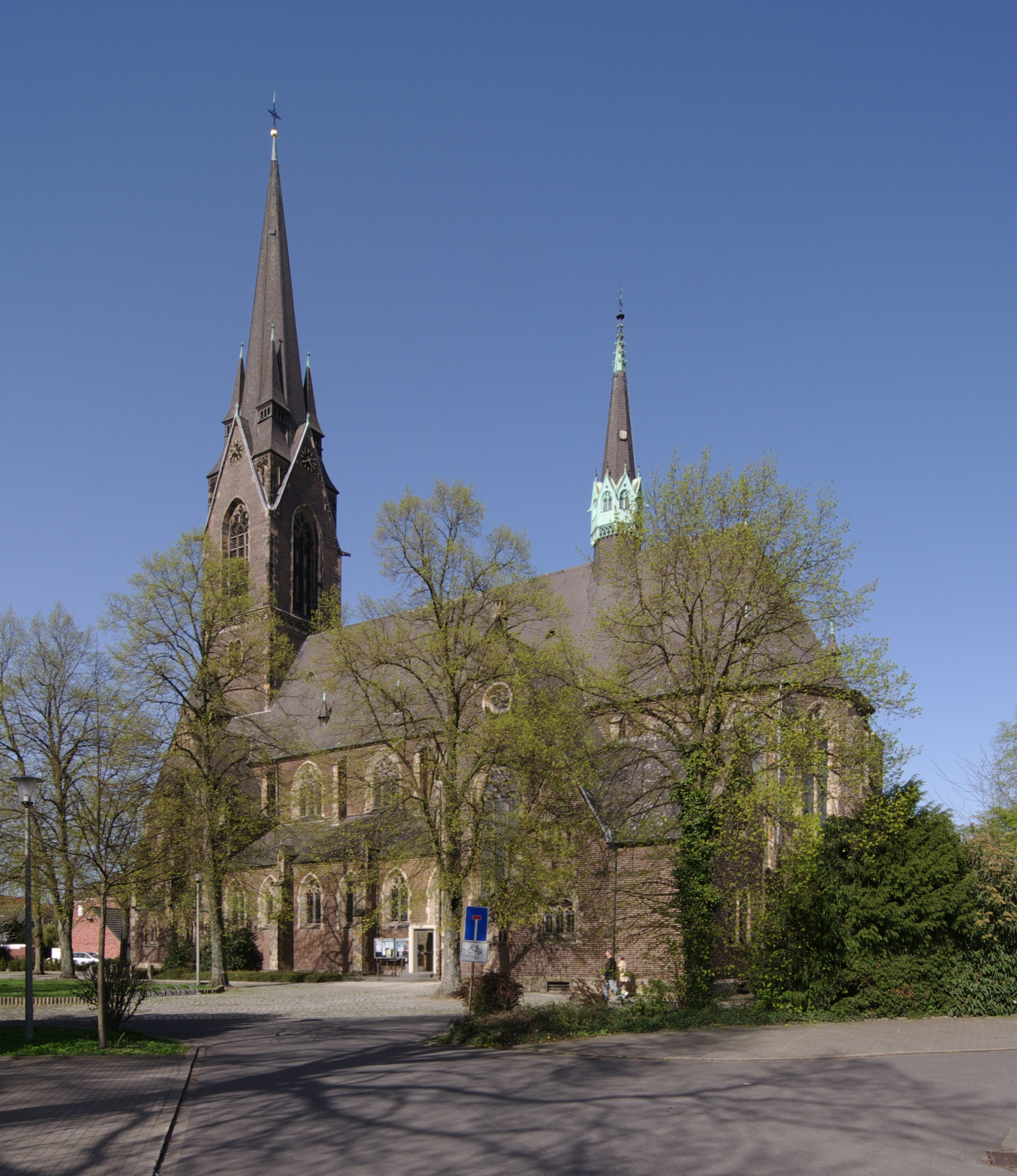
Selm, St. Ludger

Die römisch-katholische, denkmalgeschützte Pfarrkirche St. Ludger steht in Selm, einer mittleren kreisangehörigen Stadt im Kreis Unna von Nordrhein-Westfalen. Die Pfarrgemeinde gehört zum Dekanat Werne des Bistums Münster.

## Beschreibung
Die neugotische Basilika aus Backsteinen wurde 1907 nach einem Entwurf von Ludwig Becker in Zusammenarbeit mit Wilhelm Sunder-Plassmann errichtet und am 9. Juli 1908 durch Hermann Jakob Dingelstad geweiht. Sie besteht aus einem Kirchturm im Nordwesten, der von zwei niedrigen Treppentürmen flankiert wird, einem Langhaus, einem Querschiff und einem Chor im Südosten in Breite des Mittelschiffs mit 7/12-Schluss, der von polygonalen Apsiden flankiert wird. Die Wände der Seitenschiffe werden von Strebepfeilern gestützt, zwischen denen sich Maßwerkfenster befinden, ebenso die des Mittelschiffs zwischen den Obergaden. Über der Vierung erhebt sich ein achteckiger Dachreiter, der mit einem spitzen Helm bedeckt ist. 
Der Innenraum des Langhauses ist mit einem Kreuzrippengewölbe überspannt, ebenso der des Chors, die niedrigen Querarme sind innen mit Netzgewölben überspannt. Die Kirchenausstattung, u. a. das Altarretabel, die Kanzel, die Beichtstühle und die Kirchenbänke, stammen im Wesentlichen aus der Bauzeit. 
Die Orgel auf der Empore im Westen hat 39 Register, zwei Manuale und ein Pedal und wurde 1989 von Friedrich Fleiter errichtet.
Die vier Bronzeglocken wurden 1948 bei Petit & Gebr. Edelbrock gegossen und erklingen in d', f', g' und a'.